# حروف الحي
حروف الحي (بالفارسية: حروف حی) كناية لأول ثمانية عشر شخص آمنوا بالدعوة البابية حسب تنبأه بأنهم سيجدون طريقهم إليه ويؤمنون به فردًا فردًا دون أن يدلهم عليه أي أحد. وقيمة حروف الكلمة (أي الحاء والياء) في الأبجدية هو ثمانية عشر.

## حروف الحي
- الملا حسين بشروئي (أول من آمن بالباب ولقب بـ«باب الباب» )
- محمد حسن بشروئي
- محمد باقر بشروئي
- الملا علي البسطامي
- الملا خدابخش قجاني
- الملا حسن الباجستاني
- السيد [حسين اليزدي] - كاتب الباب
- الملا محمد روضة خان اليزدي
- سعيد الهندي
- الملا محمود الخوئي
- الملا جليل الأورومي
- الملا أحمد ابدال الماراقيي
- الملا باقر التبريزي
- الملا يوسف الأردبيلي
- الملا هادي قزويني
- الملا محمد علي القزويني
- فاطمة زرين تاج أم سلمى المعروفة بـالطاهرة
- الملا محمد علي البارفروشي